# Keyodhoo (Baa-atol)
Keyodhoo is een van de onbewoonde eilanden van het Baa-atol behorende tot de Maldiven.